# Beaux Seins, Belles Fesses
Beaux Seins, Belles Fesses (丰乳肥臀, fēng rǔ féi tún) est un roman de l'écrivain chinois Mo Yan, lauréat du prix Nobel de littérature en 2012.

## Résumé
Le narrateur du roman, Jintong, côtoie un narrateur abstrait qui retrace une période échelonnée entre 1938, date de naissance de Jintong, et 1995, où ce dernier retrouve son demi-frère. 
Jintong (金童) est « l'enfant d'or » de la famille Shangguan, dernier-né après sept sœurs aînées, toutes nommées dans l'attente de la venue d'un garçon : Laidi, Zhaodi, Lingdi, Xiangdi, Pandi, Niandi, Qiudi, c'est-à-dire « fais venir le petit frère », « appelle le petit frère », « amène le petit frère », « pense au petit frère », « espère le petit frère », « songe au petit frère », et « réclame le petit frère ». 
Né en 1938 et élevé sans père, Jintong ne se sèvre qu'avec grand-peine du lait de sa mère, ce dont il tire une obsession cosmique pour les seins - d'où le titre du livre. Les péripéties que rencontrent ses huit sœurs (la huitième, Yunü, étant sa jumelle), quoique fictives, sont un témoignage de la société paysanne chinoise depuis l'occupation japonaise jusqu'à l'économie socialiste de marché.

## Personnages
- Shangguan Lüshi, la grand-mère
- Shangguan Lushi, la mère
- Shangguan Laidi, la fille ainée, mariée 1° à Sha Yueliang et mère de Sha Zaohua; 2° au muet Sun; et mère de Han Perroquet (fils de Han l'Oiseau)
- Shangguan Zhaodi, la deuxième fille, concubine de Sima Ku et mère des jumelles Sima Feng et Sima Huang.
- Shangguan Lingdi, la troisième fille, Immortelle oiseau, mariée au muet Sun-Pas-Un-Mot et mère de deux fils muets.
- Shangguan Xiangdi, la quatrième fille, prostituée
- Shangguan Pandi, la cinquième fille, femme de Lu Liren, mère d'une fille, Lu Shengli
- Shangguan Niandi, la sixième fille, mariée au pilote américain Babbitt
- Shangguan Qiudi, la septième fille, vendue à la comtesse Rostov, devient médecin
- Shangguan Yunü, la huitième fille, aveugle, jumelle de Shangguan Jintong
- Shangguan Jintong, le premier fils